# Langue de spécialité
 (décembre 2016).
La langue de spécialité (LSP) est une « expression générique pour désigner les langues utilisées dans des situations de communication […] qui impliquent la transmission d'une information relevant d'un champ d'expérience particulier ».
Elle a été principalement utilisée pour désigner deux domaines de la linguistique appliquée :
1. le premier se concentre sur les besoins dans l'éducation et la formation ;
2. Le deuxième est destiné à la recherche sur les variations linguistiques dans un domaine particulier.

La langue de spécialité est un outil, destiné à des fins spécifiques, qui peut s'utiliser dans n'importe quelle langue cible nécessaire aux apprenants. Elle a souvent été appliquée à l'anglais (anglais sur objectifs spécifiques (en)) ou au français (français sur objectifs spécifiques).
L'enseignement à contenu intégré (ECI) est une troisième approche qui a également été confondue avec la langue de spécialité. Ces multiples usages de la dénomination « langue de spécialité » ont causé de la confusion à l'international.

## Éducation et formation
La langue de spécialité s'inscrit dans la didactique des langues et est largement appliquée dans l'apprentissage ou la formation de langue seconde ou étrangère, s'adressant aux besoins directs et très spécifiques des apprenants qui ont besoin de faire de cette langue un outil dans leur éducation, formation ou emploi. Ainsi, on peut parler, par exemple, de français scientifique, juridique, médical, du tourisme, de l'hôtellerie, etc. L'analyse des besoins est le « moteur » sous-jacent pour le développement des programmes de langue de spécialité. Par exemple, les infirmières de langue native anglaise qui travaillent dans des hôpitaux avec un pourcentage élevé de patients de langue native espagnole pourraient être amenées à étudier l'espagnol à une fin très spécifique : la communication entre infirmières et patients.
Les élèves sont encouragés à jouer un rôle actif dans leur propre apprentissage et à remettre en cause ce qui leur a été enseigné. Ceci peut être comparé au programme d'enseignement négocié à propos duquel Hyland (2009) écrit : « A negotiated syllabus means that the content of a particular course is a matter of discussion between teacher and students, according to the wishes and needs of the learners in conjunction with the expertise, judgement, and advice of the teacher. »(« Un programme d’enseignement négocié signifie que le contenu d’un cours en particulier a été le sujet d’une discussion entre les enseignants et les élèves, en accord avec les souhaits et les besoins des apprenants conjointement avec l’expertise, le jugement et les conseils de l’enseignant. ») (p. 208).

## Recherche
La langue de spécialité (LSP) a également été utilisée pour désigner une branche de la Linguistique appliquée qui traite d’une variété de langues utilisées par des membres faisant partie d’un certain domaine, en se concentrant sur leurs genres, caractéristiques stylistiques et lexiques techniques. Cette recherche est pertinente pour des domaines à problèmes tels que l’Enseignement des langues étrangères, la traduction et la conception de dictionnaires spécialisés. Certaines personnes appartenant au domaine de la formation considèrent de telles recherches sur les Communications professionnelles comme des recherches liées à la langue de spécialité  lorsqu’elles sont couplées ou appliquées directement à un programme de formation de langue de spécialité.
Deux associations loi 1901 sont particulièrement impliquées dans l'enseignement et la recherche en langues de spécialité: le GERAS (Groupe d'étude et de recherche en anglais de spécialité) et l'APLIUT (Association des professeurs de langues des Iinstituts Universitaires de Technologie). Chacune de ses associations publie une revue: ASp et Recherche et pratiques pédagogiques en langues de spécialité – Cahiers de l’APLIUT.
Le laboratoire LAIRDIL (Laboratoire Interuniversitaire de recherche en didactique des langues - EA 7415) est un laboratoire de l'Université de Toulouse dont l'un des buts est de promouvoir la recherche dans ce domaine. 
La revue EDL (Études en didactique des langues), consacrée en priorité à la didactique des langues dans l'enseignement supérieur, publie, entre autres, des articles de recherche sur les langues de spécialité. La revue PLE (Pédagogie des langues étrangères) explore le volant pédagogique des langues de spécialité. Enfin, la revue LIDIL (Revue de linguistique et de didactique des langues) s'inscrit aussi, en partie, dans ce domaine.

## Relation avec l’enseignement à contenu intégré
L’enseignement à contenu intégré (ECI) est également parfois confondu avec la langue de spécialité. Au niveau postsecondaire, il est fréquemment utilisé pour motiver les groupes d’apprenants qui pourraient s’intéresser à un même domaine professionnel, en leur fournissant des opportunités de communication significatives. Cependant, étant donné que dans leurs études classiques, ils n’étudient souvent pas de langue étrangère/seconde (excepté dans les classes protégées), ils n’ont pas besoin de l’anglais en tant qu’outil dans leurs étudies immédiates. « Content-based instruction (CBI) is the integration of selected content with language teaching aims »  (l’enseignement à contenu intégré (ECI) est l’intégration d’un contenu sélectionné avec des objectifs d’apprentissage de langue). Ainsi, au moment d’identifier quelle approche est appliquée, la question qui se pose est : « S’agit-il de l’anglais à des fins spécifiques ou bien de l’anglais à travers un thème de contenu ou un domaine de contenu ? »